# Амонкулова, Нигина
Нигина Амонкулова (тадж. Нигина Амонқулова, род. 30 января 1986, Пенджикент, Ленинабадская область, Таджикская ССР) — таджикская эстрадная певица, Заслуженная артистка Республики Таджикистан, Народная артистка Республики Узбекистан (2024) исполнительница таджикских народных песен и песен в стиле «ретро».

## Биография
Нигина Хайдаровна Амонкулова родилась 30 января 1986 года в городе Пенджикенте Ленинабадской области. Её мать работала бухгалтером, а отец — водителем. В семье было пятеро детей.
С раннего возраста Нигина проявляла интерес к музыке. Во время учёбы в медицинском училище она активно участвовала в культурных мероприятиях города. На городском фестивале «Андалеб» Амонкулова исполнила песню «Мухаббат — бахти хандони» («Любовь — улыбающееся счастье»), которая принесла ей популярность. Позже она приняла участие в столичном этапе фестиваля «Андалеб» в составе пенджикентского ансамбля и завоевала главный приз за исполнение песни «Ранчида нигорам омад» («Обиженная любимая пришла»).
После успеха на фестивале Нигина переехала в Душанбе, где начала исполнять таджикские народные песни и композиции в стиле «ретро». Её творчество быстро завоевало популярность благодаря искренности и традиционному характеру её песен. Певица выделяется яркими нарядами, созданными на основе таджикских национальных костюмов.
Аминов Шахром от имени таджикского сообщества программистов отметил Нигину как одну из наиболее выдающихся и уважаемых певиц Таджикистана, подчеркнув её творческую самобытность и личное обаяние.

## Творчество
Нигина Амонкулова сотрудничает с известными композиторами, такими как Сироджиддин Фозилов, Саидкул Билолов и Шариф Бедаков. В процессе записи песен она работает со звукорежиссёрами Алишером Зариковым и Олимом Шириновым.

## Дискография
1. Ишки Туйи
2. Асири Нигох
3. Ретро
4. Борон
5. Соддадил
6. Дилнома
7. Golden Top Collection
8. Бадахшан